# Stemkruising

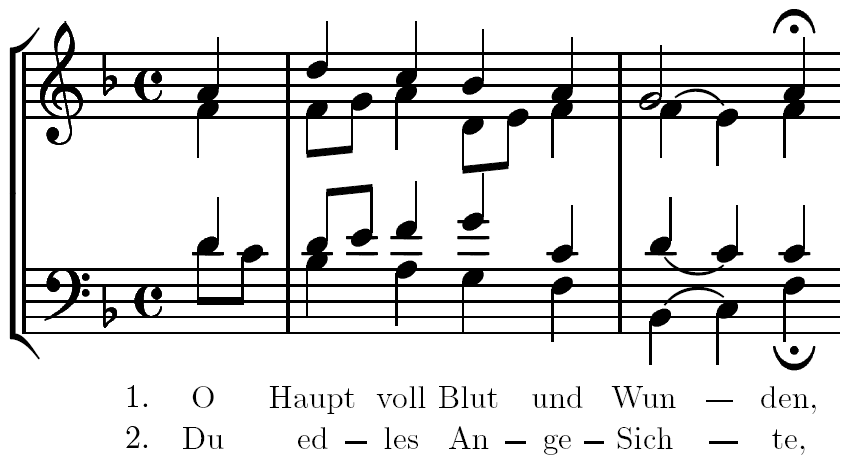
Een fragment van Johann Sebastian Bachs koraal O Haupt voll Blut und Wunden uit de Matthäus-Passion.
Hier kruist de tenorstem op het woordje "Blut" de altstem.

Van stemkruising (een begrip uit de harmonieleer en het contrapunt) is sprake wanneer in een muziekstuk verschillende stemmen tegelijk een bepaalde toonhoogte kruisen. Bijvoorbeeld: in een meerstemmig zangstuk komt een tenorstem in toonhoogte onder de basstem of boven de altstem uit.
Dit compositieprocedé komt vaak voor in polyfone composities zoals in canons en fuga's, doordat de melodische loop van de stemmen volgens compositieregels al van tevoren vast ligt.
Stemkruising beperkt zich niet tot vocale muziek: ook in bijvoorbeeld een strijkkwartet of pianowerk met meerstemmig karakter kan stemkruising optreden. In de muziektheorie wordt met een 'stem' dus niet altijd louter de vocale zangstem bedoeld, maar ook de lijn van een melodie in een 'meerstemmig' weefsel, in relatie tot de andere aanwezige (of afwezige) lijnen.